# Haze (singolo)
Haze è una canzone della band metal statunitense Korn, scritta e registrata per il videogioco Haze della Ubisoft. Questa traccia è stata commercializzata negli Stati Uniti come singolo digitale il 22 aprile 2008. Haze è una bonus track della versione australiana di Untitled.

## Dal vivo
Haze è stata cantata la prima volta nel tour europeo "Bitch We Have a Problem", precisamente a Dublino il 13 gennaio 2008. La canzone fu molto gradita dal pubblico.

## Video musicale
Il video musicale di Haze è stato fatto mettendo insieme alcune parti della performance live ad alcune parti del gameplay del gioco. Il video, fino ad ora, non è stato mai trasmesso in TV, tuttavia può essere visto su YouTube o scaricato da PlayStation Network.

### La creazione del video
Ubisoft e i Korn crearono un concorso per il video musicale il 28 aprile 2008. Il concorso consisteva nel dare la possibilità, ai fan di Haze e ai fan dei Korn, di poter creare loro il video musicale. I vincitori sono stati scelti il 13 giugno 2008, ed il vincitore è stato un utente di gametrailers.com, "bootsrfun". Sono stati premiati anche il secondo, terzo, quarto, quinto posto.

## Tracce
1. Haze – 2:48

## Formazione
Gruppo
- Jonathan Davis - voce, chitarra, cornamusa, batteria
- James "Munky" Shaffer - chitarra, mandolino, lap steel guitar
- Reginald "Fieldy" Arvizu - basso

Altri musicisti
- Un musicista senza nome ha inciso le parti di batteria
- Zac Baird - tastiera, organo, sintetizzatore